# Ximena Caminos
Ximena Caminos es una artista argentina; curadora de artey activista ambiental reconocida por integrar el arte público con la conservación marina y el desarrollo urbano sostenible. Fue ejecutiva Directora Creativa Ejecutiva, socia y mentora del Faena Arts Center, en Buenos Aires desde 2004.
Caminos fue Directora Ejecutiva del "Foro Faena", "una clase nueva de centro multidisciplinar en un edificio flexible que puede albergar danza, teatro, debates políticos, conferencias y una gama ancha de otros happenings culturales," abriendo en Miami en 2015 y diseñado por Rem Koolhaas
Es fundadora de la organización sin fines de lucro centrada en el océano BlueLab Preservation Society. CCO de HoneyLab Creative y fundadora de The ReefLine, un parque de esculturas submarinas de 7 millas y santuario marino en Miami Beach, y ha desempeñado roles cruciales en el establecimiento de distritos culturales en Buenos Aires y Miami a través de Faena Art y The Underline. Es una colaboradora habitual de la Gestión de Asuntos Culturales de la Ciudad de Miami, para quien ha curado varias exposiciones e instalaciones de arte.

## Carrera temprana
Caminos fue curadora artística en el Museo de Arte Latinoamericano de Buenos Aires hasta 2004, y anteriormente, curadora y productora para la Secretaría de Cultura de la Ciudad de Buenos Aires. Entrenó con Eduardo Stupía y Pablo Suárez; y, trabajó con Miguel Briante en el Centro Cultural Recoleta.
En 2004, Caminos cofundó Faena Art, una plataforma sin fines de lucro para arte interdisciplinario, junto con el desarrollador Alan Faena. Ella lideró el Premio Faena para las Artes, un reconocido premio de arte de América Latina. Posteriormente, expandió Faena Art a Miami Beach, curando instalaciones a gran escala de artistas como Leandro Erlich y Refik Anadol.